# North Carolina Courage
El North Carolina Courage (Coraje de Carolina del Norte) es un club de fútbol femenino estadounidense con sede en Cary, en el estado de Carolina del Norte. Es la sección femenina del North Carolina F.C. Fue fundado en 2017 y actualmente juega en la National Women's Soccer League, máxima categoría de los Estados Unidos. Juega como local en el WakeMed Soccer Park, con una capacidad de 10.000 espectadores.

## Historia
El club antecesor, llamado Western New York Flash, ganó la National Women's Soccer League en 2016 y los dueños del North Carolina F.C. decidieron comprar y trasladar el Western New York Flash a Cary, Carolina del Norte creando así el North Carolina Courage, sección femenina del North Carolina F.C.

## Temporadas
| Temporada | Posición  | Eliminatorias | Posición         |
| --------- | --------- | ------------- | ---------------- |
| 2017      | 1.º       | Sí            | Subcampeón       |
| 2018      | 1.º       | Sí            | Campeón          |
| 2019      | 1.º       | Sí            | Campeón          |
| 2020      | Cancelado | Cancelado     | Cancelado        |
| 2021      | 6.º       | Sí            | 1.ª ronda        |
| 2022      | 7.º       | No            | -                |
| 2023      | 3.º       | Sí            | 1.ª ronda        |
| 2024      | 5.º       | Sí            | Cuartos de final |

1. ↑  Cancelado debido a la pandemia del COVID-19. En su lugar se jugó la NWSL Challenge Cup 2020.[1][2]

### NWSL Challenge Cup
| Edición | Fase de grupos | Fase final       |
| ------- | -------------- | ---------------- |
| 2020    | 1.º            | Cuartos de final |
| 2021    | 2.º            | –                |
| 2022    | 1.º            | Campeón          |
| 2023    | 1.º            | Campeón          |

## Palmarés
- National Women's Soccer League (2): 2018, 2019
- NWSL Shield (3): 2017, 2018, 2019
- NWSL Challenge Cup (2): 2022, 2023
- Women's International Champions Cup (1): 2018